# 生きる歓び (小説)
『生きる歓び』（いきるよろこび、原題：La joie de vivre）は、エミール・ゾラの20巻から成る『ルーゴン・マッカール叢書』のうち第12巻に当たる小説である。1883年に『ジル・ブラ』誌に連載され、1884年2月、書籍として刊行された。

## あらすじ
主人公は『パリの胃袋』（1873年刊）のリザ・マッカールとクニュとの間の娘、ポーリーヌ・クニュである。
話は1863年に始まり、およそ10年間を対象としている。10歳のポーリーヌは、両親に死なれ、父方の親戚シャントー家のもとで、ノルマンディー地方のアロマンシュ＝レ＝バンから10キロほど離れた海沿いのボンヌヴィルの村に住んでいる。ポーリーヌの楽天的で明るい性格が、冷たく陰鬱なシャントー家の人々と対照的に描かれている。特にシャトー家の19歳の息子ラザールは、アルトゥル・ショーペンハウアーの著作を熱心に読み、人生の虚しさ、悲観主義、ニヒリズムに浸っている青年であった。
数年のうちに、経済的な失敗が続いたシャントー夫人はポーリーヌの遺産から「借用」をすることになる。さらに、ラザールが海藻から鉱物を抽出する工場や、ボンヌヴィルの村を大波から守るための防波堤を築く事業に投資するが、いずれも失敗に終わり、これによってポーリーヌの財産はますます食いつぶされてしまう。しかし、ポーリーヌは楽天的な人生観と、ラザールやその両親に対する愛情を失わない。その愛情はボンヌヴィルの村全体に及び、貧しくも強欲な人々にお金や食べ物などの援助をする。
次第にシャントー夫人はポーリーヌを憎むようになり、一家の不運を彼女の責任にし、けちで感謝を知らず自己中心的だと罵るようになる。夫人は死に際においてさえ、看病するポーリーヌに対して、自分に毒を盛ったのではないかと疑いをかける。ポーリーヌとラザールは暗黙のうちに結婚を約束する仲になっていたが、ポーリーヌは、ラザールが富裕な銀行家の娘ルイズと結婚できるよう、身を引く。しかし、ラザールの強迫神経症がエスカレートし、彼の死への恐怖がルイズにも伝染するなど、この結婚は幸せなものにはならなかった。ラザールは定職に就かず、無気力な生活を送る。
ルイズは出産するが死産に近い男の子であった。ポーリーヌはこの男の子の肺に息を吹き込み、蘇生させる。この小説はその18か月後で終わる。ルイズとラザールは相変わらず不和であるが、この時の男の子ポールは元気に育っている。他方、ボンヌヴィルの村は大波で破壊されてしまう。家の女中が自殺し、シャントー氏は痛風に苦しむが、悲しみと不幸の中にも人生の歓びを見出しつつ、物語は終わる。

## 他のルーゴン・マッカール叢書作品との関係
『生きる歓び』は、ルーゴン・マッカール叢書の中では異例の作品である。舞台はパリでもなく、一家の出身地である架空の街プラッサンでもない。ポーリーヌのルーゴン・マッカール家とのやや遠い関係だけが、他の作品とのつながりとなっている。
本叢書におけるゾラの計画は、フランス第二帝政の下、遺伝と環境がいかに一つの家族のそれぞれの人物に影響を与えるかを示すことであった。ポーリーヌの曾祖母アデレード・フォークは今日でいう強迫神経症的な行動を示すが、ポーリーヌはそうした傾向が余り見られない。
むしろ、シャントー家、特に息子のラザールがこうした傾向をはっきり有している。しかし、シャントー家は、直接ルーゴン・マッカール家につながる血筋ではない。
一家のもう一つの特徴は嫉妬と所有欲である。ポーリーヌもそうした性向を有してはいるものの、意識的にこれと戦っている。その結果が彼女の前向きな考え方、利他主義、生への肯定（生きる歓び）につながっている。
また、本作品で登場する他作品の登場人物として、ポーリーヌの従兄弟アリスティッド・サッカール（『獲物の分け前』、『金』）、オクターヴ・ムーレ（『ごった煮』、『ボヌール・デ・ダム百貨店』）、クロード・ランティエ（『制作』）、従姉妹エレーヌ・ムーレの夫ランボー（『愛の一ページ』）がいる。
『パスカル博士』の中では、ポーリーヌはまだボンヌヴィルに住んでいることが語られる。ラザールは、妻を亡くしてアメリカに渡り、ポーリーヌがポールの面倒を見ている。

## 日本語訳
- 小田光雄訳『生きる歓び』（ルーゴン・マッカール叢書）論創社 2006